# Venus från Brassempouy

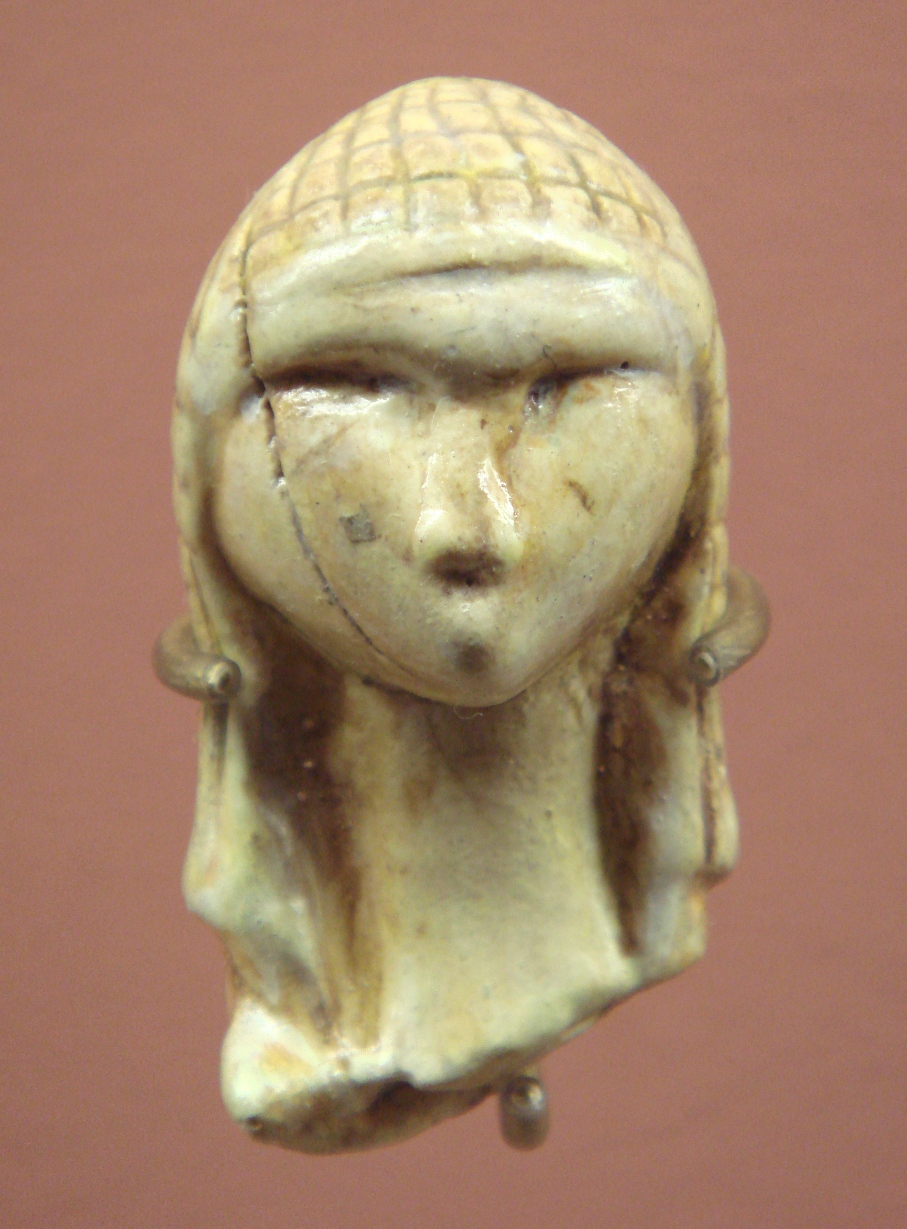
Venus från Brassempouy

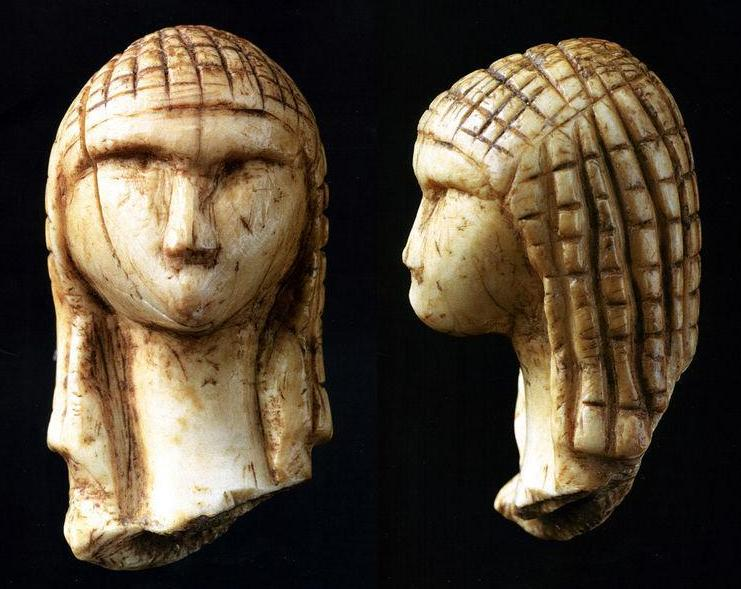
Vy framifrån och från sidan

Venus från Brassempouy är en bit av en venusfigurin från paleolitikum som upptäcktes 1894 i påvegrottan (la grotte du Pape) i byn Brassempouy i departementet Landes i sydvästra Frankrike tillsammans med flera andra kvinnofigurer.
Vesus från Brassempouy är 3,65 centimeter hög, 1,8 centimeter bred och 2,2 och centimeter tjock, och snidad i mammutelfenben. Det bedöms att figurinen tillhör gravettienkulturen och är 24 000- 26 000 år gammal. Den är mer eller mindre samtida med flera andra venusfiguriner från paleolitikum som Venus från Lespugue, Venus från Dolní Věstonice och Venus från Willendorf.  
Venus från Brassempouy finns i Musée d'Archéologie Nationale i Saint-Germain-en-Laye, nära Paris. 